# Élisabeth Canori Mora
Élisabeth Canori Mora (Rome, 21 novembre 1774 - Rome, 5 février 1825) est une épouse et mère de famille, du Tiers-Ordre des Trinitaires,  béatifiée le 24 avril 1994 par le pape Jean-Paul II. Elle est commémorée le 5 février selon le Martyrologe romain.

## Biographie
Elle naît dans une famille riche et profondément chrétienne. Thomas, le père, est un important propriétaire terrien près de Rome, du mariage de ses parents sont nés douze enfants, dont six sont morts en bas âge. Quelques années plus tard, la situation économique de la famille se détériore, Thomas Canori confie Elisabeth et une de ses sœurs à son frère qui vit à Spolète. Son oncle les envoient ensuite chez les augustines du monastère de sainte Rita de Cascia, où Élisabeth se distingue par son intelligence et sa vie intérieure.
De retour à Rome, elle mène une vie en rapport avec le prestige des dames de la société de l'époque. Un prêtre ami de la famille lui suggère d'entrer chez les oblates de saint-Philippe mais elle refuse pour ne pas laisser sa famille dans le besoin. Le 10 janvier 1796, à 21 ans, elle épouse Christophe Mora, un jeune avocat, fils d'un riche médecin. Les premiers mois sont heureux mais rapidement la fragilité psychologique de Christophe se révèle, ce sont d'abord des crises de jalousie, puis il trompe sa femme et néglige sa famille. 
Élisabeth ne lui fait aucun reproche et continue à lui montrer de l'affection, ses deux enfants meurent en bas âge, puis elle donne naissance à deux filles, Marianna en 1799 et Maria Lucina en 1801, Christophe n'exerce plus au barreau et dépense inconsidérément son argent, Élisabeth doit vendre ses bijoux et travailler pour rembourser les dettes et faire vivre sa famille, malgré cela, ils sont obligés de quitter leur appartement pour aller vivre chez les parents de Christophe.
En 1801, elle souffre d'une maladie mystérieuse et risque de mourir, elle est guérie de façon inexplicable, ce rétablissement donne lieu à un progrès spirituel, avec sa première expérience mystique, puis des visions, des prophéties, des guérisons, elle offre ses souffrances pour le pape, pour l'Église, pour la conversion de son mari, et Rome. En 1807, elle entre dans le Tiers-Ordre de la sainte Trinité.
Son beau-père meurt en 1812, elle retourne vivre dans un appartement à Rome qui devient rapidement un point de rencontre pour de nombreuses personnes à la recherche d'une aide matérielle et spirituelle, spécialement pour des familles dans le besoin.  Fin décembre 1824, elle tombe malade, elle annonce à ses filles que ce sera sa dernière maladie, et à son mari, elle déclare qu'il se convertira après qu'elle sera décédée, elle meurt le 5 février 1825 entourée de ses deux filles, ce jour-là, Christophe rentre très tard et découvre son épouse morte, il pleure et regrette ses erreurs, peu de temps après sa mort, comme elle l'avait prédit, son mari devient tertiaire de l'ordre trinitaire puis prêtre franciscain.

## Béatification
Elle est béatifiée avec Jeanne Beretta Molla, une autre mère de famille et Isidore Bakanja, un laïc congolais martyr, le 24 avril 1994 lors de l'année internationale de la famille par Jean-Paul II, le pape la propose comme modèle pour les familles chrétiennes, son corps repose à Rome à l'église Saint-Charles-des-Quatre-Fontaines et sa fête est célébrée le 5 février.